# Dispositio Achillea

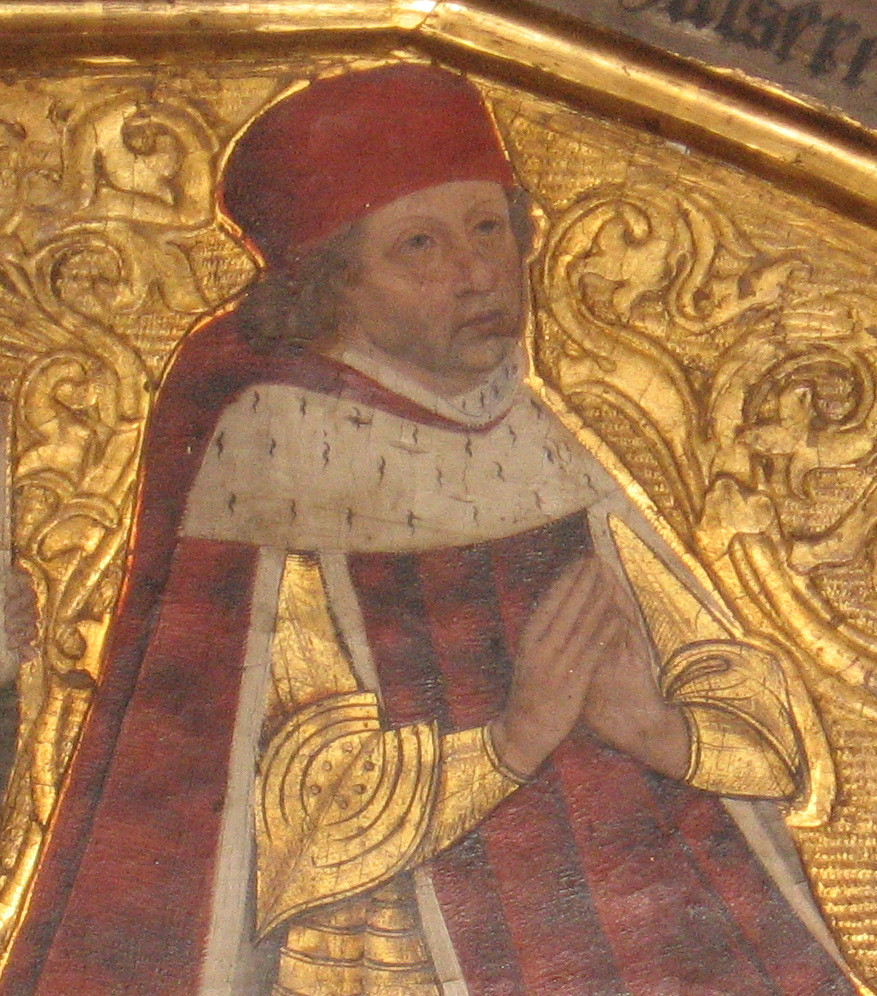
Albrecht Achilles von Brandenburg

Als Dispositio Achillea (auch Constitutio Achillea, Achilleisches Hausgesetz) wird die testamentarische Festlegung bezeichnet, mit der Markgraf Albrecht Achilles von Hohenzollern 1473 die Rangfolge seiner Erben regelte.

## Geschichte
In der Dispositio Achillea bestimmte Albrecht Achilles seinen ältesten Sohn Johann Cicero zu seinem Nachfolger in der gesamten und ungeteilten Mark Brandenburg. Dies wurde durch die Prinzipien der Goldenen Bulle vorgeschrieben, denn dort war 1356 die Unteilbarkeit aller Kurfürstentümer (in diesem Fall der Mark Brandenburg) bindend festgelegt worden. Die zwei weiteren Söhne Albrecht Achilles’, Friedrich und Siegmund, wurden als Erben der fränkischen Markgraftümer Brandenburg-Ansbach und Brandenburg-Kulmbach (bzw. später Brandenburg-Bayreuth) bestimmt, die Zuweisung der beiden Fürstentümer wurde dabei ausgelost. Eventuelle weitere männliche Nachkommen von Albrecht Achilles (die jedoch nicht mehr geboren wurden oder früh verstarben) sollten keinen eigenen Landbesitz mehr erhalten, sondern stattdessen ggf. eine geistliche Laufbahn einschlagen.
Kurfürst Albrecht gab den drei ältesten Söhnen den Auftrag, nach seinem Ableben alle Töchter und spätgeborenen Söhne zu unterstützen. Die Töchter sollten mit einem Heiratsgeld von bis zu 10.000 Gulden auszustattet beziehungsweise bei einem Klostereintritt mit 200 Gulden versehen werden. Für die spätgeborenen Söhne sah Albrecht im besten Fall das Amt eines Bischofs vor. Bis zur Erlangung dieses Amtes sollen sie von den älteren Brüdern mit einem Jahrgeld von 1.000 Gulden oder kirchlichen Pfründen in ausreichender Höhe unterstützt werden.
Bereits wenige Monate nach ihrem Erlass bestätigte Kaiser Friedrich III. vorbehaltlos die Erbregelung des ihm politisch eng verbundenen brandenburgischen Kurfürsten.
Zum Zeitpunkt ihres Entstehens bestimmte die Dispositio Achillea zunächst eigentlich nur die Erbordnung unter den drei Söhnen des damaligen Markgrafen. Mit der Zeit wurde sie jedoch zu einem allgemein respektierten Erbfolgeprinzip der Hohenzollern und 1541 wurden die mit ihr verbundenen Festlegungen mit dem Regensburger Teilungsvertrag als bindendes Hausgesetz der hohenzollernschen Dynastie anerkannt.
Das zentrale Element der Dispositio Achillea war das nun auch im Hausrecht der Hohenzollern (und nicht nur – wie bis dahin – in der Goldenen Bulle) vorgeschriebene Prinzip der Unteilbarkeit der Mark Brandenburg. Zugleich wurde mit ihr auch der Grundstein für eine Entwicklung gelegt, die schließlich zu einer fortschreitenden Abtrennung der Mark Brandenburg von den bisherigen Stammlanden der Hohenzollern in Franken führte. In diesen bildeten sich mit den beiden Markgrafschaften Brandenburg-Ansbach und Brandenburg-Kulmbach (bzw. später Bayreuth) zwei eigenständige Territorien heraus, die erst 1792 wieder mit der Mark (bzw. deren preußischem Nachfolgestaat, dem Königreich Preußen) vereinigt wurden.